# Andreas Brock Hoffmeyer
Andreas Brock Hoffmeyer (født 22. marts 1809 i Store Heddinge, død 17. juni 1876 i samme by) var en dansk officer og politiker. Han var far til Niels H. Hoffmeyer og Julius Hoffmeyer.

## Officeren
Han blev født i Store Heddinge, hvor hans fader, Henrik Hoffmeyer, var købmand, brandinspektør og forligelseskommissær. Moderen hed Ane Mariager f. Buch. I 1819 blev Hoffmeyer volontør, 1821 artillerikadet og i 1826 stykjunker, hvornæst han i 1830 tog officerseksamen med udmærkelse, tilkendtes Kongens Æressabel og udnævntes til sekondløjtnant i artilleriet med aldersorden fra 1826.
Allerede i 1831 ansattes han som lærer i fortifikation ved Landkadetakademiet og i 1833, da han samtidig sattes à la suite, til lærer i matematik, statik og fysik. Ved siden af denne virksomhed bestyrede han også fra 1839 til 1841 en forberedelsesskole for aspiranter til Landkadetakademiet og Den kongelige militære Højskole, medens han som lærer ved Akademiet udgav lærebøger i fortifikation, matematik, naturlære og regning. I 1834 blev han forfremmet til premierløjtnant, og i 1842 fratrådte han sin lærervirksomhed, medens han det følgende år udnævntes til kaptajn med aldersorden fra 1841. Ved artilleriet benyttedes han til at anstille undersøgelser over krudtfabrikationen og krudtets virkning og var under Treårskrigen 1848-50 ansat ved Laboratorieetaten, medens han derefter blev højstkommanderende artilleriofficer i Nørrejylland samt i 1851 sekretær i en kommission, der havde at give forslag til Hærens omordning, hvorefter han i 1852 blev laboratoriechef i Rendsborg. I 1856 udnævntes Hoffmeyer til major og tøjmester sammesteds, men forflyttedes ved årets slutning til København som chef for Laboratorieetaten, i hvilken stilling han var virksom i syv år. I 1862 erholdt han oberstløjtnants karakter (selve graden året efter) og blev da tillige tøjmester ved Københavns Arsenal, hvilken vigtige stilling han altså beklædte under krigen 1864. Ved hærreduktion i slutningen af dette år erholdt han sin afsked, og der tillagdes ham tillige obersts karakter.
Den 26. februar 1850 blev han Ridder af Sværdordenen, 6. oktober 1851 Ridder af Dannebrogordenen og 1. januar 1859 Dannebrogsmand.

## Politikeren
Hoffmeyer var en livlig natur, som allerede tidlig sluttede sig til den nationalliberale bevægelse og f.eks. i 1837 i fuld uniform holdt en tale ved Johannes Hages begravelse (Kjøbenhavnsposten 1837, nr. 266), og han arbejdede derefter med iver for den politiske udvikling, hvad der næppe blev regnet ham til gode af hans foresatte. I 1849 valgtes han også til folketingsmand for Præstø Amts 1. Valgkreds, som han repræsenterede til 1852, og tillige var han medlem af Femte-Juni-Foreningens bestyrelse. I pressen skrev han også talrige artikler om politiske og andre emner. Efter sin afskedigelse fra militæretaten trængte Hoffmeyer til ny virksomhed, og han anlagde derefter i forbindelse med grosserer Jørgen Jensen og sin søn, kaptajn Niels H. Hoffmeyer, et jernvalseværk på Christiansholm, men de uheldige konjunkturer standsede snart dette foretagende, og han kastede sig nu over studiet af ægyptologien. I 1875 flyttede han til Store Heddinge og døde der året efter.

## Ægteskaber
Hoffmeyer var gift fire gange:
1. Første gang 25. december 1833 med Juliane Jensine Emilie Bilfeldt (1806-1841), datter af organist Bilfeldt ved Helligåndskirken i København
2. Anden gang 28. september 1843 med Arcadia Sophie Emilie Bilfeldt (1814-1865), søster til den foregående
3. Tredje gang 10. marts 1866 med Augusta Aurora Wingler (1824-1867), datter af toldassistent Wingler
4. Fjerde gang 4. januar 1871 med Elisabeth Davidsdatter Mazar de la Garde (1836-1912, gift 1. gang 1863 med sekondløjtnant Frederik Waldemar Kall, 1833-1864), datter af postmester, etatsråd Antoine Alexandre Benjamin Mazar de la Garde i Helsingør.